# 秦桧
秦檜（1091年1月17日—1155年11月18日），字會之，江寧府（今江蘇南京江宁）人，南宋初年的寵臣、書法家、詩人，官至太師，其生前的爵位封至建康郡王。宋徽宗政和五年（1115年）進士，补密州教授，北宋末年任御史中丞。靖康之禍後隨同徽、欽二帝被擄到金國，宋高宗建炎四年（1130年）回到南宋。此後出任礼部尚书，两任宰相（僕射、同中書門下平章事兼樞密使），獨攬相權十九年。因其力主对金妥协求和，并促使宋高宗杀害抗金将领岳飞等，遭民间广泛痛恨，被视为汉奸、卖国贼，死後受追贈下諡兩次，元編《宋史》列入奸臣传。

## 生平

### 早年
秦檜生于元祐五年十二月廿五日（1091年1月17日）。字会之，江宁人。政和五年（1115年）何粟榜进士及第，补为密州教授。继中词学兼茂科，任太学学正。

### 三次上書言兵機四事（宋欽宗時）
靖康元年(1126年)十一月，金兵围汴京，派使索求三镇，秦桧上书言兵机四事：
一是說金人貪得無厭，請求只答應割燕山一路；二是說金人狡猾奸詐，不能放鬆守備；
三是請求召集百官詳細討論，選擇恰當的語言寫入誓書；四是請求在城外設館安置金使，不能讓他入城和上殿。
未得钦宗答复。任為職方員外郎。不久，改任乾當公事，隸屬張邦昌，秦檜說：“此行專為割地，與臣開始的議論相矛盾，不符我的心願。”于是，三次上奏辞职，钦宗允。
時議割太原、中山、河間三鎮給金以求息兵，命秦檜假借禮部侍郎之名同程瑀一起為割地使，奉陪肅王到金營。肃王为质北上，金兵退，秦檜、程瑀到燕京而返。後御史中丞李回、翰林承旨吳幵推薦秦檜，被任命為殿中侍御史，升為左司諫。王雲、李若水見金兵二元帥回來後說金兵堅持要宋割地，不然，就進取汴京。十一月，钦宗召百官在延和殿商議對策，范宗尹等七十人同意割地給金，秦檜等三十六人不同意。不久，秦檜被任為御史中丞。

### 歷經靖康之禍
靖康元年闰十一月，汴京失守，徽、钦二帝被拘于金营。
靖康二年二月初六（1127年3月20日），金太宗下诏废徽、钦二帝，贬为庶人。莫俦、吴幵自金营归，传金元帅之命要推立异姓为帝。汴京留守王时雍等召百官军民共议立张邦昌，众人大惊失色不敢作答，监察御史马伸对众人说：“我们是谏臣，怎能坐视不吐一辞？应当共进议状，请存赵氏。”
当时秦桧为御史中丞，听到马伸的话也以为然，就进状说：
“桧荷国厚恩，甚愧无报。今金人拥重兵，临已拔之城，操生杀之柄，必欲易姓，桧尽死以辨，非特忠于主也，且明两国之利害尔。赵氏自祖宗以至嗣君，百七十馀载。顷缘姦臣败盟，结怨邻国，谋臣失计，误主丧师，遂致生灵被祸，京都失守，主上出郊，求和军前。两元帅既允其议，布闻中外矣，且空竭帑藏，追取服御所用，割两河地，恭为臣子，今乃变易前议，人臣安忍畏死不论哉？
宋于中国，号令一统，绵地万里，德泽加于百姓，前古未有。虽兴亡之命在天有数，焉可以一城决废立哉？昔西汉绝于新室，光武以兴；东汉绝于曹氏，刘备帝蜀；唐为朱温篡夺，李克用犹推其世序而继之。盖基广则难倾，根深则难拔。
张邦昌在上皇时，附会权幸，共为蠹国之政。社稷倾危，生民涂炭，固非一人所致，亦邦昌为之也。天下方疾之如仇雠，若付以土地，使主人民，四方豪杰必共起而诛之，终不足为大金屏翰。必立邦昌，则京师之民可服，天下之民不可服；京师之宗子可灭，天下之宗子不可灭。桧不顾斧钺之诛，言两朝之利害，愿复嗣君位以安四方，非特大宋蒙福，亦大金万世利也。”——宋史/卷473
（秦桧受国厚恩，十分惭愧无以报答。现在金人拥重兵，占领城池，操生杀大权，一定要立异姓皇帝，秦桧冒死争辩，不只因忠于主上，是要讲明两国利害。赵氏自祖宗至嗣君，历一百七十多年。忽因奸臣破坏盟约，与邻国结怨，谋臣失计，误主丧师，导致生灵遭难，京都失守，钦宗出城，到军阵前求和。两元帅既已答应议和，布告中外，况且我方正空竭帑藏，搜集各种珍玩，奉于军前，割去两河土地，恭顺地做金国的臣子，今你们变更前面的和议，做臣下的怎能怕死不论呢？
宋在中原，号令一统，国土万里，德泽加于百姓，前古未有。虽然兴亡之命决定于天，怎可因一城得失决定废立呢？从前，西汉亡于新室，光武中兴；东汉亡于曹氏，刘备称帝于蜀；唐被朱温篡夺，李克用还推算世序而继承它。因为基广则难倾，根深则难拔。
张邦昌在徽宗时，附会权臣，共同害国。社稷倾危，生民涂炭，固然不是一人所致，也是张邦昌所为。天下人正恨之如敌，若给他土地，让他统治人民，四方豪杰必会一起起事杀他，最终不能做大金的屏障。一定要立张邦昌，京师的百姓可服，天下的百姓则不可服；京师的宗子可灭，天下的宗子不可灭。秦桧不顾斧钺之诛，讲明两朝利害，希望恢复钦宗的帝位以安天下，不只大宋蒙福，也对大金有万世之利。）
金人不久把秦桧押至军中。靖康二年三月，金立张邦昌为伪楚皇帝。张邦昌给金人送书请求放回孙傅、张叔夜及秦桧，金不许。宋高宗建炎元年四月，二帝随金兵北迁，秦桧和孙傅、张叔夜、何栗、司马朴跟从到燕山，後又转移到韩州。

### 隨金軍伐宋
被軟禁的徽宗听说康王即位，写信给粘罕，与他约定和议，让秦桧润色文辞。秦桧又用重贿巴结粘罕。剛好這個時候，金太宗把秦桧赐给他的弟弟挞懒，秦桧为挞懒所用，挞懒攻打山阳（今江苏淮安），秦桧随军。

### 逃回宋朝
建炎四年（1130年）十月甲辰日，秦桧和妻子王氏及仆从一家，从军中取道涟水军水砦经海上返回行在临安。
秦桧回来後，自称是杀了监视自己的金人，抢了小船才逃回的。宋朝朝中多不信之；再者从燕到楚相距二千八百里，跨河越海，怎能没有查问的，又怎能杀看守而逃？就算跟从挞懒，金人放回他，定会以他的妻为人质，他怎能与王氏同回？只有宰相范宗尹、同知枢密院李回与秦桧友好，尽释群疑，竭力保荐他的忠心。
建炎四年（1130年）十月丙午日，秦桧朝见高宗。秦桧入对的前一天，高宗命他先与宰执相见。秦桧首倡“如欲天下无事，南自南，北自北”的南北分治方案，第一次上奏，就是他草拟的与挞懒求和书。高宗说：“秦桧的忠心质朴超过别人，朕得到他高兴得夜不成寐；既听到二帝和母后的消息，又得到一个人才。”范宗尹想把他安排为经筵官，高宗说：“先选一尚书职让他当。”所以有任礼部尚书。
建炎四年（1130年）十月丁未日，正式被任命为礼部尚书，赏赐给银帛。跟从他的王安道、冯由义、水砦丁不异及参议官都改为京官，船工孙靖也补官为承信郎。

### 力主议和
一开始，朝廷虽多次派使臣，与金也只是且守且和，而专与金人解仇议和，实从秦桧开始。因秦桧在金廷首倡和议，故挞懒藉由一次南征的機會放他回到南宋。
绍兴元年（1131年）二月，他升为参知政事。七月，范宗尹建议讨论崇宁、大观年间以来滥赏之事，秦桧极力赞成，见高宗坚决反对，秦桧转而以此为由排挤他，范宗尹遂罢相。范宗尹被罢後，相位久虚。秦桧扬言说：“我有二策，可耸动天下。”有人问他为何不说，秦桧说：“现在没有宰相，不能执行啊。”
绍兴元年（1131年）八月，秦桧被任命为右仆射、同中书门下平章事兼知枢密院事。
绍兴元年（1131年）九月，吕颐浩再任宰相，秦桧和他共同秉政，秦桧谋夺吕颐浩权，让其党羽造谣说：“周宣王修内政、攘外敌，故能中兴，今二相应分管内政外政。”吕颐浩就在镇江建都督府。高宗说：“吕颐浩专管军事，秦桧专管政务，像文种、范蠡那样分职也可以。”
绍兴二年（1132年），秦桧奏请设修政局，自为提举，与参知政事翟汝文同领。不久，秦桧弹劾翟汝文擅自处理堂吏，翟汝文请求离职；谏官方孟卿一再议论这件事，翟汝文终被罢官。秦桧党羽监察御史刘一止说：“宣王修内政，是修其所谓外攘之政。现在簿书狱诉、官吏差除、土木营缮都不是急务。”屯田郎曾统也对秦桧说：“宰相无事不管，何必又设置修政局？”秦桧都不听。不久，有议论废罢修政局动摇秦桧的，刘一止及检讨官林待聘都上疏说不能废。
绍兴二年（1132年）七月，刘一止被免去监察御史，任起居郎，因他说的话自相矛盾，有见识的人讥笑他。

### 暂时罢官
吕颐浩自镇江都督府还朝，谋划赶走秦桧，有人让他引朱胜非为助。吕颐浩又以黄龟年为殿中侍御史，刘棐为右司谏以赶走秦桧。黄龟年最初弹劾秦桧专主和议，破坏恢复，结党专权，阴险奸诈，不会长久，以至把秦桧比作王莽、董卓。秦桧也想排挤吕颐浩，于是召用一时名贤如胡安国、张焘、程瑀等布列清要。
因为胡安国曾问游酢谁是人才，游酢答以秦桧，并把他比荀文若。故胡安国极力说秦桧比张浚等人贤能，秦桧也极力推荐胡安国。此时，胡安国等离职，秦桧不久也罢相。秦桧再任宰相害国时，胡安国已死。于是秦桧同党江跻、吴表臣、程瑀、张焘、胡世将、刘一止、林待聘、楼炤都被免职去管理宫观，台省一空。
绍兴二年（1132年）八月，高宗召直学士院綦崈礼入宫奏对，给他看秦桧所陈二策，想把河北人还金国，中原人还刘豫。皇帝说：“秦桧说‘南人归南，北人归北’。朕是北人，将归哪儿？秦桧又说‘为相数月，可耸动天下’至今也没看到。”綦崈礼就把高宗的意思写入训辞，布告中外，人们才知秦桧的奸邪。黄龟年等不停地议论秦桧，高宗下诏罢秦桧相位，在朝堂公布，表示不再任用他。罢秦桧相位，任为观文殿学士，提举江州太平观。

### 东山再起
绍兴三年（1133年），韩肖胄等出使金朝回来，金使李永寿、王翊同来，要求归还所有金朝俘虏，与秦桧先前言论吻合。有见识的人更知道秦桧与金人共谋，国家的耻辱没结束。
绍兴五年（1135年），金太宗死后，挞懒主政，宋金终成和议。二月，秦桧复官为资政殿学士，仍为提举江州太平观。六月，拜为观文殿学士、知温州。
绍兴六年（1136年）七月，改知绍兴府。不久，任命为醴泉观使兼侍读，充任行宫留守；孟庾同留守，并暂去尚书省、枢密院参决庶事。当时高宗下诏将要巡视，秦桧请求扈从，不许。高宗驻跸平江，召秦桧赴行在，是张浚推荐的。十二月，秦桧以醴泉观兼侍读赴讲筵。
绍兴七年（1137年）正月，何藓出使金国返回，得到了徽宗及宁德后死讯。高宗痛哭，把死讯公布于众，当天命令秦桧为枢密使，恩宠和宰执一样。四月，命令王伦出使金国迎奉梓宫。
九月，张浚请求离职，高宗问：“谁可代替卿？”张浚不回答。高宗问：“秦桧怎么样？”张浚说：“与他共事，才知他的昏暗。”高宗故用赵鼎。御史台谏官交相弹劾张浚，安置岭表。赵鼎约请同列解救，和张守当面上奏，只有秦桧一言不发。张浚于是被贬永州。
十一月，奉命出使的朱弁上书报告完颜宗翰的死讯，宋高宗表示金人暴虐，应该趁机灭亡金国。秦桧则对高宗说：“陛下只需要积德，中兴还需要时日。”

### 再次拜相
绍兴八年（1138年）三月，任命秦桧为右仆射、同中书门下平章事兼枢密使。吏部侍郎晏敦复面带忧愁地说：“奸人为相了。”五月，金派乌陵思谋等来议和，与王伦同到。决定让吏部侍郎魏矼为馆伴，魏矼推辞说：“过去我任御史，曾说和议不对，现在不能专门陪金使议和。”秦桧问魏矼为什么不主和，魏矼对秦桧详细地谈论了敌情。秦桧对魏矼说：“你用智慧揣度敌人，我用诚意对待敌人。”魏矼回答说：“只怕是敌人不会以诚心对待您罢了”。秦桧于是改变了任命。
六月，乌陵思谋等朝见高宗。高宗愀然对宰相说：“先帝的梓宫，果真归还的日子即使等二三年也行。只是太后年事已高，朕早晚思念，想早相见，故此不怕屈己，希望和议速成。”秦桧说：“屈己议和，这是人主之孝；见主卑屈，心怀不平，这是人臣之忠。”高宗说：“即使这样，有备无患，就是和议能成，边备也不能松弛。”

### 第一次和议
绍兴八年（1138年）十月，赵鼎因立嗣事件罢相后，秦桧独自掌权，决意议和。朝中胡铨、王庶、陈刚中、曾开等人，因议论不合，触怒秦桧，相继被排挤出朝廷。这时，中书舍人吕本中、礼部侍郎张九成都不附会和议，秦桧借高宗的名义把他们闲置起来。不久，校书郎许忻、枢密院编修官赵雍同日上疏，力排和议。司勋员外郎朱松、馆职胡珵、张扩、凌景夏、常明、范如圭共同上疏反对。过了几天，权吏部尚书张焘、吏部侍郎晏敦复、魏矼，户部侍郎李弥逊、梁汝嘉，给事中楼炤、中书舍人苏符、工部侍郎萧振、起居舍人薛徽言同班入奏，力排和议。新任礼部侍郎的尹焞独自上书痛斥秦桧，秦桧大怒，尹焞便辞去任命不赴任。奉礼郎冯时行被高宗召见时，以汉高祖刘邦分羹的典故劝谏高宗，但高宗执意不听。冯时行也被贬万州。
十二月，金使张通古、萧哲以“诏谕江南”为名，秦桧怕人们把罪责归咎于己，与萧哲等商量，改“江南”为“宋”，“诏谕”为“国信”。京淮宣抚处置使韩世忠多次上书劝谏，未被批准。萧哲等入境后，接伴使范同以臣礼拜问金国高宗的情况，看见的军民往往流泪。金使经过平江，守臣向子諲不去拜迎，请求辞职。萧哲等到淮安，说先归还河南地，并册高宗为帝，其余事慢慢商议。
秦桧此时想让宋高宗行屈己之礼，高宗说：“朕承太祖、太宗基业，岂可受金人册封。”群臣及各地民众皆反对。金使想让百官都参加受书仪式，秦桧接受勾龙如渊的建议，让省吏身穿朝服为前导，接受国书放入宫中。前一天，诏金使上殿，金答应归还河南、陕西旧地，还回徽宗灵柩及母兄亲族。
绍兴九年（1139年），金人归还河南、陕西旧地，高宗虽听从秦桧议和，但实际上也怀疑金人有诈，故不曾放松边备。
当时张浚极力主张要以石晋、刘豫为戒，徐俯、连南夫、岳飞都借贺表进行讽谏。其他人如秘书省正字汪应辰、樊光远、澧州推官韩𬘓、临安府司户参军毛叔庆都说金人居心叵测；迪功郎张行成献上《询荛书》二十篇，大意讲自古讲和，没有始终不变的，并提出要对金人有所防备。秦桧把这些人都罢黜，韩𬘓被贬到循州。

### 金国背盟
绍兴九年（1139年）七月，兀术杀金领三省事宗磐及左副元帅挞懒，在中山府拘留了王伦。当时韩世忠请求趁乱突袭金国，但由于秦桧阻拦称《春秋》中说“不伐丧”，与高宗意见相合，只能作罢。
绍兴十年（1140年），金人果真背盟，分兀术、完顏褎、李成、撒离喝四路入侵。河南各郡相继沦陷。高宗大惊，下诏列举兀术罪状。御史中丞王次翁上奏说：“以前的国事，开始无人主议；现在事态稍有变化，就换宰相，后来者未必贤能，却排黜异党，乱纷纷地几个月也不能安定，希望陛下以此为戒。”高宗深信这话。因此，秦桧相位得到巩固，公议不能摇撼。
六月，秦桧上奏说：“德无常师，主善为师。臣原来看挞懒有割地讲和之议，故而赞成陛下取河南故疆。今兀术杀他叔挞懒，蓝公佐归来，和议已变，故而赞成陛下确定讨伐之计。望诏谕江上诸帅同力招讨。”终没实行。闰六月，赵鼎被贬到兴化军，因王次翁受秦桧指使，说赵鼎企图谋划得到任用。不久，赵鼎被流放到潮州。
七月，宋军诸线捷报不断。张俊攻克亳州，王胜攻克海州，岳飞攻克郾城，差点儿活捉兀术。张浚在长安取胜，韩世忠在泇口镇取胜，诸将所到之处都取胜，而秦桧却力主撤兵。九月，诏岳飞回行在，杨沂中回镇江，刘光世回池州，刘锜回太平州。秦桧因明堂恩封为莘国公。宋撤军后，淮宁、蔡州、郑州又被金兵占领。
绍兴十一年（1141年），兀术再次南下，攻占寿春、庐州，宋将邵隆、王德、关师古等连战皆捷。杨沂中在拓皋又取胜。秦桧忽然令杨沂中和张俊立即撤兵。韩世忠听说，驻军濠州不前进；刘锜听说，放弃寿春而回。从此不再出兵。四月，秦桧想尽收诸将兵权，密奏让高宗召三大将“论功行赏”，韩世忠、张俊同为枢密使，岳飞为副使，令宣抚司军隶属枢密院。六月，拜秦桧为左仆射、同中书门下平章事兼枢密使，进封庆国公。《徽宗实录》修成，又被升为少保，加封冀国公。此时，兀术有意求和，将先前扣留在涿州的使臣莫将、韩恕放回。秦桧又上奏派刘光远、曹勋使金，又以魏良臣为通问使。商议双方以淮水为界，让宋割唐、邓二州。不久，又派何铸报聘，答应金的条件。
十月，兴岳飞冤狱。秦桧让谏官万俟卨弹劾岳飞，张俊又诬告岳飞部将张宪谋反，于是岳飞及儿子岳云都被送到大理寺，命御史中丞何铸、大理卿周三畏审问。十一月，宋金达成绍兴和议。十二月，秦桧因岳飞多次说和议失计，并曾奏请立太子，诬称岳飞曾自言“己与太祖皆三十岁任节度使”这样的话，是谩侮高宗，又有受诏不救淮西之罪，赐死岳飞于狱中。岳云及张宪也同被杀。

### 大权独揽
绍兴十二年（1142年）八月，徽宗及显肃、懿节二灵柩至行在。太后还慈宁宫。九月，加秦桧为太师，进封魏国公。十月，进封秦、魏两国公。
绍兴十三年（1143年）秦桧庆贺瑞雪，没出现日食，此后多写不见日食。彗星常出现，选人康倬上书说彗星出现不值得害怕，秦桧大喜，特改他为京官。楚州奏盐城县海水清澈，秦桧请求庆贺，高宗不许。知虔州薛弼说木头内有文字曰“天下太平年”，下诏交付史馆。于是开始粉饰太平，如各地推举贤能、天下百官躬耕之礼等又不断隆重举行。同时，秦桧继续大力排挤朝中大臣，洪皓、胡舜陟、张九成、僧宗杲、张邵等人都遭到排挤。
绍兴十四年（1144年），黄龟年因从前议论过秦桧被贬。闽、浙发生大水灾，右武大夫白锷因说“燮理乖谬”（协调治理有错误），被刺配到万安军。太学生张伯麟曾题壁说：“夫差，你忘了越王杀你的父亲吗？”被杖脊刺配到吉阳军。宿将解潜罢官闲居，辛永宗被调到外郡，都因不附会和议而致，解潜被流放到南安死去，辛永宗被安置在肇庆死去。赵鼎、李光都被再次流放到海岛。
在此之前，吏部尚书吴表臣、礼部尚书苏符等七人因建国公出阁一事与秦桧意见不合，皆被秦桧以“讨论不祥、怀奸附鼎”为由罢免。又令御史中丞詹大方称赵鼎邪谋密计，深不可测，与范冲等人都怀有异意。之后监察御史王鎡以高宗无子嗣为由设坛，也是秦桧的意见。
台州的曾敦为秦桧献诗，吹捧秦桧为“圣相”，凡是投献的人都认为皋、夔、稷、契都不足以与秦桧相提并论，一定要称呼秦桧为“元圣”。秦桧又令儿子秦熺为秘书少监，领国史。进上从建炎元年到绍兴十二年《日历》共五百九十卷。秦熺趁太后北还之际，自己写了一篇称颂秦桧功德的文章，令著作郎王扬英、周执羔呈上。两人都因此得到升迁。自秦桧二次拜相以来，凡是自罢相以来的诏书章疏，只要涉及到秦桧，一律更改、焚烧、丢弃。

### 气焰高峰
绍兴十五年（1145年），拜秦熺为翰林学士兼侍读。四月，高宗赐秦桧甲等宅第，命用教坊乐为前导，迁入新居，赐缗钱金帛不等。六月，高宗到秦桧家，对秦桧的妻子、儿媳、子孙都加恩。秦桧先禁私史，七月，又对高宗说私史害正道；十月，高宗亲笔题写“一德格天”的匾额赐给秦桧。
绍兴十六年（1146年）正月，秦桧建家庙。三月，高宗赐祭器，高宗赐将相祭器即从秦桧开始。在此之前，高宗因出现彗星征求直言，张浚上书称时局危殆。秦桧便将张浚贬往连州，后又贬往永州。
绍兴十七年（1147年），改封秦桧为益国公。八月，赵鼎绝食死于吉阳军，凡是为赵鼎惋惜的人都被秦桧罗织加上罪名。十二月，进士施锷上《中兴颂》《行都赋》《绍兴雅》十篇，从此吹捧秦桧的文章越来越多。高宗在秦桧宅邸内赐百官喜雪御筵。
绍兴十八年（1148年），任命秦熺知枢密院事。
绍兴十九年（1149年），高宗命绘秦桧像，并亲自做赞。这年，湖、广、江西、建康府都说降了甘露，各郡都上奏说监狱已空。高宗曾对秦桧说：“从今以后有上奏说监狱是空的，应令监司验实。若是欺妄之言，就治罪，命御史台负责监督。若不惩戒，则奏甘露瑞芝之类，虚妄文饰之言，无所不至。”高宗虽宠秦桧，但也不完全受他的欺蔽。十二月，禁止做野史，许人告发。

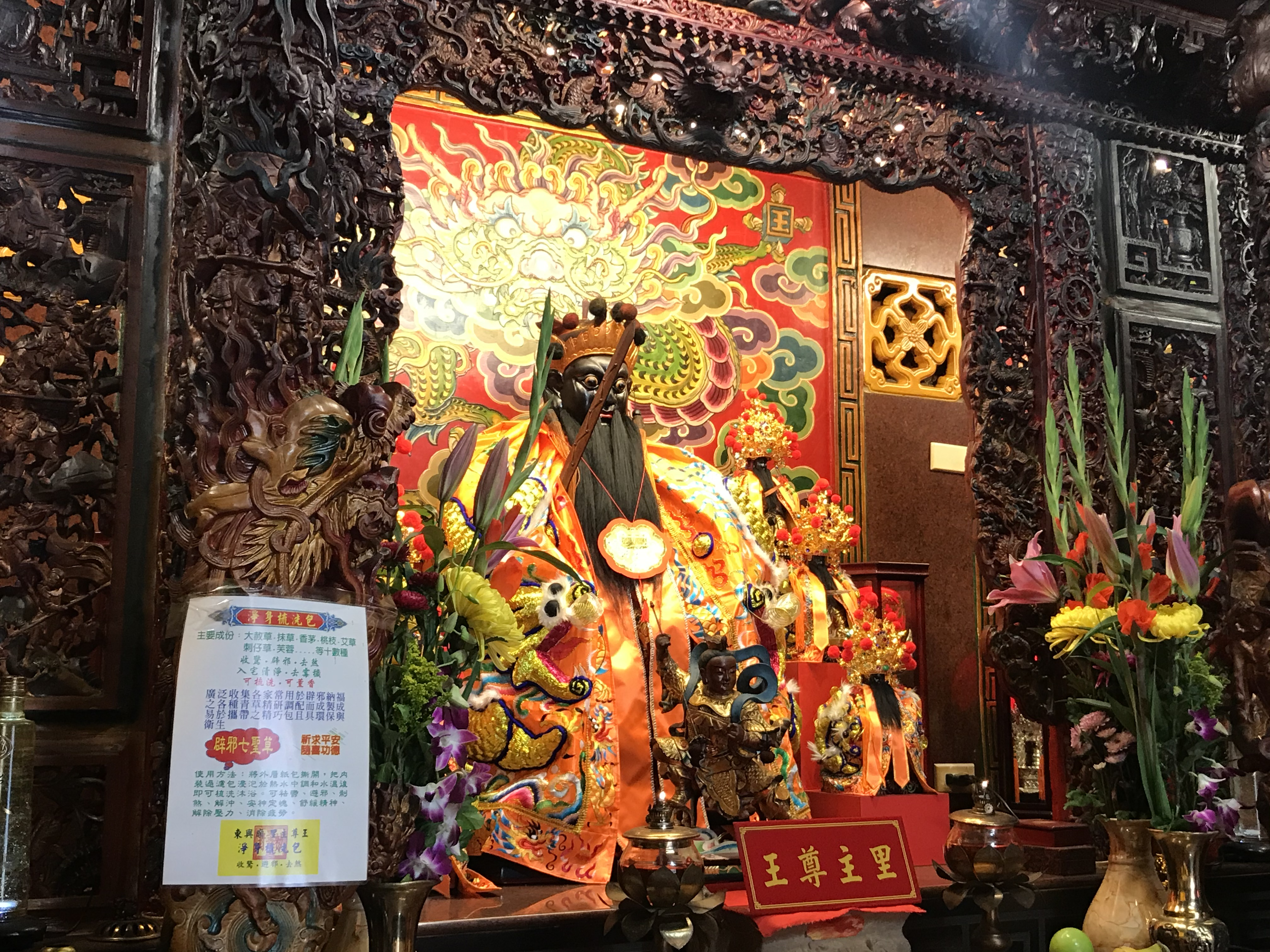
暖暖東興廟施全神像

绍兴二十年（1150年）正月，秦桧上朝，殿司小校施全刺秦桧不中，被斩杀于市。从此，秦桧每次出门，都有50名士兵执长木棍侍卫。曹泳告李光的儿子李孟坚作李光私史，案成，被贬至峡州，诏永不再用，朝官连坐的八人，也都被罢职贬秩。六月，秦熺加官为少保。当时秦桧的病重，高宗允许其上朝乘轿，由他的二孙搀扶，并免于拜礼。
绍兴二十一年（1151年），朝散郎王扬英上书推荐秦熺为相，秦桧上奏王扬英知泰州。
绍兴二十二年（1152年），秦桧以诽谤朝政罪，兴王庶二子王之奇、王之荀及叶三省、杨炜、袁敏求四大狱。
绍兴二十四年（1154年）三月，秦桧的孙子敷文阁待制秦埙参加进士考试，省殿试皆为第一，秦桧的侄子秦焞、秦焴，姻亲周夤，沈兴杰都登第，士论感到不公平。廷试时，宋高宗读到秦埙的文章都是秦桧、秦熺的语言，便将秦埙列为第三，以张孝祥为第一。不久，秦埙到实录院任修撰。
绍兴二十五年（1155年）二月，因沈长卿过去和李光讥讽和议，又和芮烨共赋《牡丹诗》，有“宁令汉社稷，变作莽乾坤”之句，被邻人告发，沈长卿被贬置化州，芮烨被贬置武冈军。静江有一驿站叫秦城，知府吕愿中率宾客、僚属共赋《秦城王气诗》向秦桧献媚，不赋者只刘芮、李燮、罗博文三人，吕愿中因此被召用。又有张扶请秦桧乘金根车，又有请求设置益国府官署和赐给秦桧九锡的，秦桧听到这些很泰然。十月，再次禁止专门之学，把太庙的灵芝画成华旗，凡各地所奏的瑞木、嘉禾、瑞瓜、双莲都画出来。

### 離世
绍兴二十五年（1155年）八月，秦桧生恨赵鼎、李光、胡铨。此时赵鼎已死，于是就想杀赵汾。秦桧特別恨张浚，便又让赵汾自诬与张浚、胡寅谋划叛乱，受牵连的贤士达五十三人。案成后，秦桧已病重不能写字。
十月二十一日，高宗去秦桧府邸看望他的病，秦桧无一语，只流涕而已。秦熺问谁可代任宰相，高宗曰：“这事你不该参与。”高宗命兵部侍郎、权直学士院沈虚中草拟秦桧父子的辞官制书。秦熺还派其儿秦埙同右司员外郎林一飞、宗正寺丞郑柟晚上去见殿中侍御史徐嚞、右正言张扶策划奏请自己为相。二十二日，加封秦桧为建康郡王，秦熺进为少师，勒令致仕，秦埙、秦堪并为提举江州太平兴国宫。当晚，秦桧去世，年六十六。
三十日，应秦桧妻韩魏国夫人王氏乞改赐一道号，诏特封冲真先生，应秦熺所请，诏令江南东路转运使司应副秦桧葬事，令入入内侍省副都知陈永锡管葬事。十一月六日，应秦熺所请，高宗手书“决策元功 精忠全德”为秦桧神道碑额以赐。十一日，赠申王，令太常寺定谥，太常寺博士曹冠撰谥议曰：
“故太师赠申王秦桧，光辅圣主，绍开中兴，安宗社于阽危之中，恢太平于板荡之后，道德光天地，勋业冠古今，虽备道全美，不可主一善名一功，而崇报之典，严于定谥，尤当先其报国之大节，传道之显效焉。谨按谥法，虑国忘家曰忠，文贤有成曰献，宜赐谥曰『忠献』”。——《建炎以来系年要录》卷一百七十
二十日，高宗亲临秦府祭奠，面谕王氏，保全其家之意。但实际上秦桧死后，高宗却如释重负，并对杨存中说：“朕今日始免靴中置刀矣。”虽然秦桧死，秦熺废，但他的余党仍继承他的主张，力主和议，以此窃据相位者还有数人，至孝宗时才荡涤无余。
寧宗开禧二年（1206）四月，权礼部侍郎李壁上奏：「秦桧首倡和议，使父兄百世之仇不复开于臣子之口，宜亟贬桧以示天下」，追夺秦桧王爵，以臣僚言桧力倡和议，诬杀将臣，降充银青光禄大夫、卫国公，改谥“谬丑”，制词曰：「兵于五材，谁能去之！首驰边疆之备；臣无二心，天之道也，忍忘君父之仇？ 一日纵敌，遂贻数世之忧；百年为墟，谁任诸人之责？」
嘉定元年（1208）三月，知枢密院事史弥远奏请恢复秦桧王爵、谥号。
理宗宝祐二年（1254年）二月，太常寺定谥「谬狠」。

## 为官简历
- 密州教授（宋徽宗時）
- 太學學正（宋徽宗時）
- 職方員外郎（靖康元年起）
- 殿中侍御史，遷左司諫。
- 御史中丞。（？～靖康元年閏十一月）
- 金人掠徽欽二帝，秦檜被俘。（靖康元年閏十一月～建炎四年十一月）
- 禮部尚書（建炎四年十一月～紹興元年）
- 參知政事，拜右僕射、同中書門下平章事兼知樞密院事（紹興元年～紹興二年）
- 修政局首任提舉官（紹興二年？月～紹興二年八月）
- 觀文殿學士、提舉江州太平觀
- 詔落職，牓朝堂，示不復用。
- 復資政殿學士，仍舊宮祠。
- 觀文殿學士、知溫州。
- 紹興六年，改知紹興府。尋除醴泉觀使兼侍讀，充行宮留守；權赴尚書、樞密院參決庶事。帝駐蹕平江，召檜赴行在。檜以醴泉觀兼侍讀赴講筵。
- 紹興七年，授檜樞密使。
- 紹興八年，拜右僕射、同中書門下平章事兼樞密使。
- 紹興十年，以明堂恩封檜莘國公。
- 紹興十一年，拜左僕射、同中書門下平章事兼樞密使，進封慶國公。《徽宗實錄》成，遷少保，加封冀國公。
- 紹興十二年，太后還慈寧宮，加太師，封魏國公，進封秦、魏兩國公。命子熹以祕書少監領國史，進建炎元年至紹興十二年《日曆》590卷。
- 紹興十五年，帝幸檜第，檜妻婦子孫皆加恩。
- 紹興十六年，檜立家廟。
- 紹興十七年，改封檜益國公。
- 紹興二十五年，檜病，帝幸檜第問疾，詔加封建康郡王。是夜，檜卒，年六十六。後贈申王，諡忠獻。
- 開禧二年，追奪王爵，改諡繆醜。
- 寶祐二年，定諡謬狠。

## 书法成就
秦桧虽被大多数人认为是佞臣，却颇擅笔翰，陶宗仪《书史会要》云：“桧能篆，尝见金陵文庙中栏上刻其所书‘玉兔泉’三字，亦颇有可观。”。有书辑入《风墅帖》。

## 在主和派的角色

### 宋高宗赵构语录
宋高宗赵构本人在秦桧的生前和死后，多次把对金议和的首功归于秦桧，据《建炎以来系年要录》记载：
- 卷一五八，绍兴十八年八月癸丑日（1148年9月12日），赵构和秦桧的谈话：『朕记卿初自虏归，尝对朕言：「如欲天下无事，须是南自南，北自北。」遂首建讲和之议，朕心固已判然。而梗于众论，久而方决。今南北罢兵六年矣，天下无事，果如卿言。』
- 卷一六九，绍兴二十五年十月丁酉（1155年11月19日），即秦桧死后次日：『执政奏事，上曰：「秦桧力赞和议，天下安宁。自中兴以来，百度废而复备，皆其辅相之力，诚有功于国。」』
- 卷一七〇，绍兴二十五年十二月乙未（1156年1月16日）：『上谓魏良臣、沈该、汤思退曰：「两国和议，秦桧中间主之甚坚，卿等皆预有力。今日尤宜协心一意，休兵息民。」』

### 和宋高宗之间的关系
秦桧和高宗之间的关系一直有争议。一方面，1140年后，和金国有关的大部分政事，高宗均对秦桧言听计从。杀岳飞一事，《宋史》据查蘥所言，认为是金国主帅完颜宗弼担心黄河以北一旦遭到十万岳家军进攻而不保，为秦桧所坚持的《绍兴和议》定下的谈判前提：“汝朝夕以和請，而岳飛方為河北圖，必殺飛，始可和。”《绍兴和议》后，金人要求“不许以无罪去首相（秦桧）”，此後宋高宗無罢秦桧之相权，如果和议不废，秦桧就成了终身宰相。1161年《绍兴和议》被金海陵王完颜亮撕毁时，秦桧已于绍兴25年（1155年）死亡，终身宰相成为既成事实。秦桧为相期间，权力很大，有“已奉特旨”之權。此外朱熹更指出《绍兴和议》后高宗对秦桧尤为忌惮，甚至每次朝见都贴身暗藏匕首，以备不测。
另一方面，在处理和金国关系不很明显的南宋内部事务中，宋高宗仍然制约秦桧。主战派胡铨反对《绍兴和议》，上了一道有名的乞斩秦桧之头的奏章，立即受到秦桧反击，被贬为“昭州编管”。胡铨因“妾孕临月”要求稍迟数日起程，结果被秦桧派临安府“遣人械送贬所”。赵构下诏说胡铨的上疏是「肆为凶悖」，「导倡凌犯之风」，不许其他人效法。但秦桧在自己的一德格天阁中写上赵鼎、李光、胡铨、胡寅等53人的姓名，“必欲杀之而后已”，却始终不為高宗允許。绍兴25年（1155年）十月秦檜死，十一月高宗在郊外祭天，宣布大赦，赦免過去和秦檜對立的人，其後又肅清秦檜餘黨，也算一種政治平衡。
另一個线索是高宗生母韋氏，在签订《绍兴和议》之後3個月即被釋放。按照当时信息的传递方式，岳飞于绍兴11年除夕夜（1142年1月27日）被杀，南宋使节于绍兴12年（1142年）正月带着正式照函从岳飞被杀的临安府去金国囚禁宋钦宗和韋氏的五国城（今黑龙江哈尔滨市依兰县依兰镇五国城村）接人，光是单向行程就要數月。韋氏四月丁卯即啟程回宋，八月到達宋都臨安。從正月到八月，除了用時在行程腳力上，金國非常配合高宗和秦檜，沒有拖延。而1161年《绍兴和议》被金海陵王完颜亮撕毁后，高宗也於次年退位为太上皇，宋孝宗上台後立刻为岳飞平反，高宗竟未表任何意见，既不支持，也不阻挠。岳飞的命运，可以说是因為宋高宗和秦檜一心要達成的《绍兴和议》的产生而毁灭，又因为《绍兴和议》的毁灭而昭雪。宋史專家虞雲國認為宋高宗與秦檜君臣是各懷鬼胎、互相利用的，高宗的重點是削兵權，而秦檜的重點是與金人和議，並引王夫之的評論說：“高宗之为计也，以解兵权而急于和；而桧之为计也，则以欲坚和议而必解诸将之兵；交相用而曲相成。”

### 秦桧之《遗表》
徐梦莘《三朝北盟会编》卷二二〇：
秦桧《遗表》曰：『死生夜旦之常，难逃大数命义。臣子之戒，敢竭愚衷。属馀息之将辞。恋清时而何及？伏念臣早缘末学，奋自书生。当见危致命之秋，守策名委质之分。画疆之遣，元枢飞掩。报之符存赵之陈，具寮奉惩断之指。仓皇皇奔走从君，衣冠不变於中华，觐会自依於常度。虽历九死其未悔，犹冀一言而可兴。草徽庙之二策，身居营窟，心在周行。洎浮海以言旋，举同朝而趣异。下石而挤者纷至，奉身而退者累年。荷上圣之深知，排群疑而复用。延登右揆，峻陟维垣。专秉任於钧衡，奉畴咨於帷幄。入而告后，玉音常许。其无心出则称君，舆论共推於得体。上遵成算，复建中兴，惟聪明睿智之绝伦，因古昔帝王之未有。挺身死难，救民於仗节之初；修睦休兵；寻盟於奏峨眉山之後。是谓乐天，以保天下继代，以率功名居然。甯亲以甯神，盈城而盈野。德之厚也，臣何力焉？臣感陛下推心委用之诚，进期毕命；睹陛下求治焦劳之切，退欲忘身。但知方疾以尽公，不敢辞难而避事。仰勤宸注，亲屈帝尊训词矜恻於孱躯，天步迈临於寝室。戴恩慈之俯逮，徒感咽以何言。顾愚臣知遇之若斯，虽举族捐糜而曷报。而臣上负乾坤之造，莫知药石之功，病在膏盲，命垂晷刻。阙廷注想，难瞻穆穆之光；黾鼎妥安，尚抱拳拳之恨。念吁天而靡逮，忍将死以犹言。文虽不伦，义或有取。伏望高宗陛下，惟新盛德，谨保清躬，万寿无疆。行奉东朝之养五兵，不试永居北极之尊。益坚邻国之欢盟，深思社稷之大计，谨国是之摇动，杜邪党之窥觎。以治乱为著黾，以贤才为羽翼，事有未形而宜戒，言或逆耳而可从，缓刑乃得众之方，训本乃富民之术。虽渊衷之素定，在愚虑之实深。凡此数端，愿留圣念臣形留神往，泪尽辞穷。忧国有心，敢忘城吨之策；报君无路，尚怀结草之忠。』
秦桧在临死之际所担心的是，在他死后，高宗可能又听信“邪党”的话，动摇了“邻国之欢盟”，不肯坚守其为丞相期间所定之“国是”。

## 爭議

### 构陷岳飞
《帝国政界往事》提出觀點，认为下令杀岳飞的其实是高宗赵构。岳飞统帅全国3/5的兵力後，莽撞要求皇帝早日解决皇位继承人问题，高宗当时不悦：“握重兵于外，此事非卿所当预也”。岳飞触犯了皇家最大的忌讳：手握重兵的武将对皇位继承感兴趣，令皇帝相信他野心太大，遂起杀心。此外，《中国人的历史误读》認為岳飞主张“迎请二帝还朝”，威胁到赵构的地位，才是他被杀的原因。古人亦有怀疑是高宗下令，如《宋史纪事本末》说：“高宗忍自弃其中原，故忍杀飞。”
但著名宋史学家邓广铭、王曾瑜等曾对此提出反驳，认为当时金人计划扶植钦宗之子赵谌为傀儡皇帝，岳飞请高宗于此时立宗室子伯琮为储，正是挫败金人阴谋的一步好棋；宋徽宗死于岳飞生前，不可能再被主张迎回；绍兴七年（1137）年宋徽宗死后，金人亦多次扬言要扶植钦宗回朝即位，岳飞因此改变了其“奉迎二圣”的主张，代之以迎还徽宗夫妇灵柩和韦太后等皇室亲族，此举亦获得高宗的赞赏和全力配合。以上事实足以说明岳飞颇谙政治，而秦桧作为金人在北宋的重要代理人一手炮制了岳飞父子与张宪等被害的冤案，达到其以金国势力作后盾，窃取宋朝权柄的野心。

### 秦檜是否金國奸細
虽然没有直接证据能证明秦檜一定是奸細，但有证据证明秦家和金国的关系不同于一般宋人和金国的关系。
- 关于秦桧的南归，他自己说是「杀监己者奔舟而归」。但绍兴初年做过宰相的朱胜非在《秀水闲居录》中说：「秦桧随敌北去，为大帅达赉（又名达懒、达兰，即秦桧在金国为奴时的主子、最早提出“南人归南，北人归北”的完颜昌）任用，至是与其家得归。桧，王氏婿也。王仲山有别业在济南，金为取千缗其行，然全家来归，婢仆亦无损，人知其非逃归也。」
- 秦桧在宋钦宗时任御史中丞等官，曾反对割地而主战，反对金人立张邦昌为帝，故被金军强令北上。在其它宋朝北上官员流放到广宁府（即辽之显州，治广宁，今辽宁北镇市）时，惟独秦桧由金太宗赐给完颜昌而留在燕山府[54]。
- 秦桧在完颜昌属下充当“任用”，后升为“参谋军事”。完颜昌1130年攻打楚州时，秦桧为完颜昌写过劝降书。赵立的楚州之战，和王禀的太原之战、李彦仙的陕州之战并称，是靖康建炎宋军守城三大战之一，金兵都攻了数月到两年才攻克。十月，完颜昌攻破楚州后不久，秦桧即被放归南宋[55]。

## 評價

### 《宋史》評價
檜兩據相位者，凡十九年，劫制君父，包藏禍心，倡和誤國，忘仇斁倫。一時忠臣良將，誅鋤略盡。其頑鈍無恥者，率為檜用，爭以誣陷善類為功。其矯誣也，無罪可狀，不過曰謗訕，曰指斥，曰怨望，曰立黨沽名，甚則曰有無君心。凡論人章疏，皆檜自操以授言者，識之者曰：「此老秦筆也。」察事之卒，佈滿京城，小涉譏議，即捕治，中以深文。又陰結內侍及醫師王繼先，伺上動靜。郡國事惟申省，無一至上前者。檜死，帝方與人言之。
檜立久任之說，士淹滯失職，有十年不解者。附己者立與擢用。自其獨相，至死之日，易執政二十八人，皆世無一譽。柔佞易制者，如孫近、韓肖胄、樓炤、王次翁、范同、万俟禼、程克俊、李文會、楊願、李若谷、何若、段拂、汪勃、詹大方、餘堯弼、巫伋、章夏、宋朴、史才、魏師遜、施钜、鄭仲熊之徒，率拔之冗散，遽躋政地。既共政，則拱默而已。又多自言官聽檜彈擊，輒以政府報之，由中丞、諫議而升者凡十有二人，然甫入即出，或一閱月，或半年即罷去。惟王次翁閱四年，以金人敗盟之初持不易相之論，檜德之深也。開門受賂，富敵于國，外國珍寶，死猶及門。人謂熺自檜秉政無日不鍛酒具，治書畫，特其細爾。
檜陰險如崖阱，深阻竟叵測。同列論事上前，未嘗力辨，但以一二語傾擠之。李光嘗與檜爭論，言頗侵檜，檜不答。及光言畢，檜徐曰：「李光無人臣禮。」帝始怒之。凡陷忠良，率用此術。晚年殘忍尤甚，數興大獄，而又喜諛佞，不避形跡。

### 后世评价
清康熙帝对于兩宋之間同属女真之金人与汉人对垒时，站在其滿族祖先金人的史觀，對宋高宗和秦桧选择“偏安社稷”的政策给予了肯定，而否认了“良将”岳飞、韩世忠、吴玠等抗金名将的做法。在他的《御制文集》第三集卷十九有《宋高宗父母之仇终身不雪论》中说：
金兵破辽之后，兵已满万，人强将猛，非宋之所敌，明矣。备责不能卧薪尝胆，以雪父兄母后之仇，则高宗何辞？若论李纲之忠言不听，岳飞之丹诚不用，设使谏行言听，则必胜金兵于朱仙，生还二帝于汴京，朕实不信也。何也？根本已久不固，人心已久不一，上无惯战之良将，下无用命之士卒，天下虽有勤王之名，真伪莫测，虚实难分。高宗久在金营，孰强孰弱，自有切见，若使复仇雪耻，再整江山，实不能也，势使之也。孟子曰：“寡众弱强不敌也。”

若论讲和之非，我太祖高皇帝因祖之仇，戊午起兵，战必胜，克必取，所向无敌，有往必成。神威圣武，深仁厚泽，犹念中国涂炭，数次议和。明朝引南宋讲和之非，始终不悟，归罪兵部尚书陈新甲为秦桧，弃市示众。发天下兵迎战，如袁崇焕、毛文龙、洪承畴、祖大寿、唐通、吴三桂，前后千余员，凡出关者，非死即降，靡有孑遗。财赋因之已竭，人心随而思乱。百万雄兵，尽没东海，亿兆穷民，罹于边戍。元气尽伤于关东，闯贼蜂起于陇西。贼至京师，文武逃散，无一死于难者，岂非当日不主议和者乎？

偏安社稷，犹存一线之脉络，若为雪耻复仇，同死于国难者，尤不知于明末同乎？异乎？文天祥云：“社稷为重，君为轻，立君以存社稷，存一日则尽臣子一日之责。”实千载忠君之语，君与社稷并而为一也。使高宗匹夫之勇，死而无悔，不顾社稷，以死雪仇，又不知当时议论如何耶？
明朝張岱評價說：嗚呼！秦檜力主和議，緩宋亡且二百餘載。
清朝史學家趙翼認為：宋之南渡，秦檜主和議，以成偏安之局，當時議者無不以反顏事仇為檜罪，而後之力主恢復者，張德遠一出而輒敗，韓侂冑再出而又敗，卒之仍以和議保疆。
民國胡適評價說：秦檜有大功而世人唾罵他至於今日，真是冤枉。
清朝秦桧后人秦大士于岳飞墓前提对联曰：“人从宋后羞名桧，我到坟前愧姓秦。”
相传民间小吃油条又名“炸秦桧”，为后人抒发对秦桧的憎恨所发明。
著名武侠小说家梁羽生在《笔花六照》中指出，“秦桧的‘南人归南，北人归北’是‘两个中国’论调的祖宗”。
2017年7月31日，中华人民共和国国家工商行政管理总局印发《企业名称禁限用规则》，认定秦桧属于反面人物，禁止企业名称包含“秦桧”。。

### 跪像

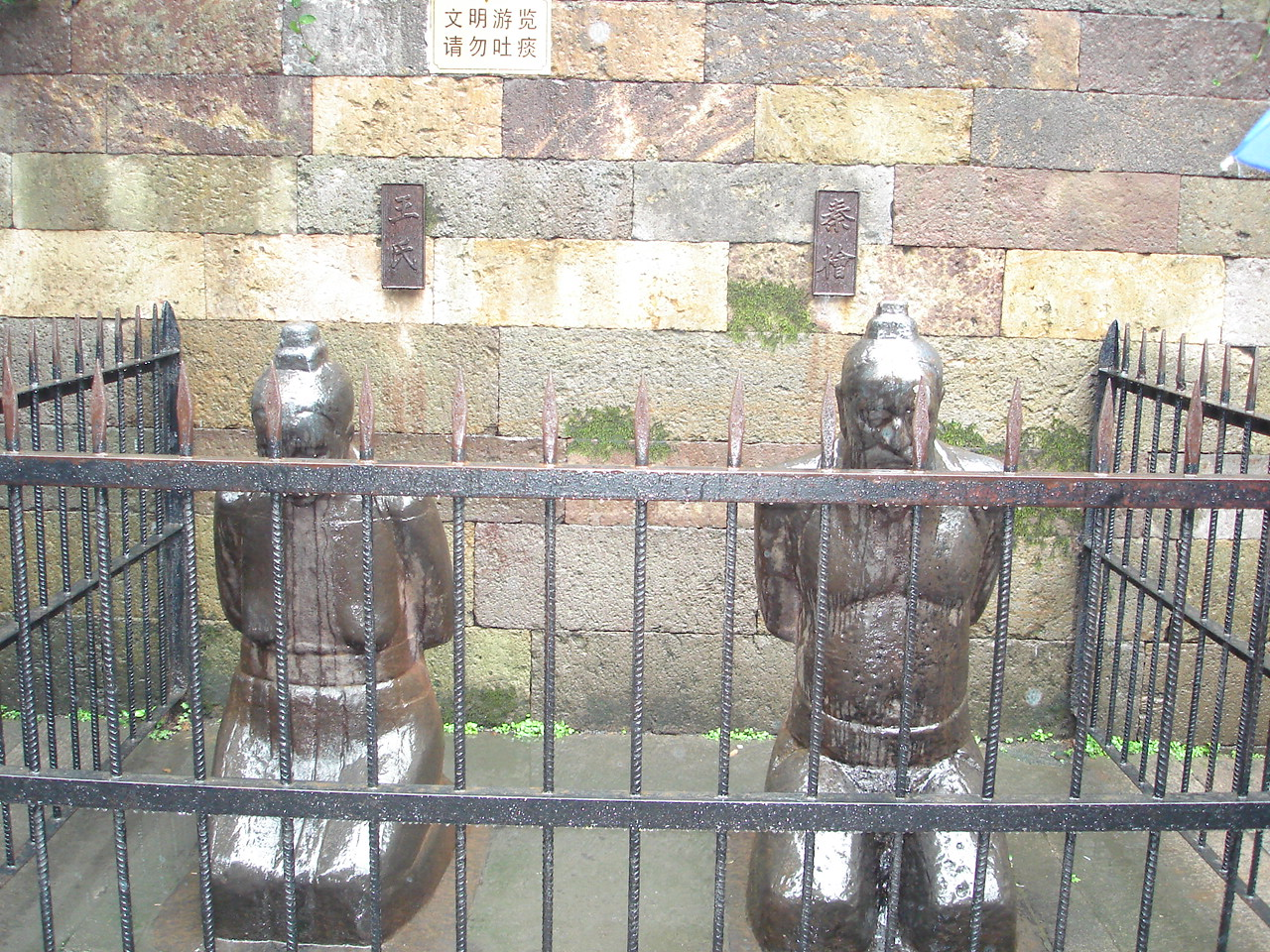
杭州岳王庙秦檜夫婦跪像。

从明朝成化年间（1475 年）开始，延续至清朝乃至现在，不断有人在杭州岳飞墓前建秦桧跪像供百姓泄愤，屡毁屡建，有记载的就有近十次。

## 家庭
秦桧家族按“木、火、土、金、水”五行排行。
- 曾祖：秦知古，累贈太子少保、太子太保、追封秦國公。
- 曾祖母：王氏，追封永嘉郡夫人、贈崇國夫人、秦國夫人。
- 祖：秦仲淹，累贈太子少傅、太子太傅、追封秦國公。
- 祖母：俞氏，追封普安郡夫人、贈嘉國夫人、秦國夫人。
- 父：秦敏学，終官玉山令、累贈太子少師、太子太師、追封秦國公。
- 母：王氏，追封信安郡夫人、贈鎮國夫人、特追封秦魏國夫人。
- 兄：秦彬
  - 侄 ：秦昌
- 兄：秦梓，终官端明殿学士、左朝奉大夫、知湖州事、诏除资政殿大学士、依参知政事恩数致仕、特赠七官为左光禄大夫
  - 侄 ：秦焴
  - 侄： 秦烜，左朝奉郎、光禄寺丞
  - 侄： 秦昌时，终官直秘阁、两浙东路提点刑狱公事
- 弟：秦棣，终官敖文阁直学士、知宣州事
  - 侄 ：秦焞
- 妻：王氏，宋神宗時宰相王四子王仲岏之女。也是童贯的干女儿。历封魏国夫人、韩国夫人。
- 子：林一飞，據傳為秦桧庶子，因秦桧惧内而养于仙游林氏。[64]
- 養子：秦熺，字伯阳，本姓王，为秦桧妻兄王唤庶子，過繼給秦檜。官至少傅、观文殿大学士、充万寿观使兼侍读、提举秘书省，特授少师、依观文殿大学士、嘉国公致仕、赠太傅。
- 儿媳：郑氏，秦熺夫人，太宰郑居中之子郑修年之女。
- 儿媳：曹氏，秦熺夫人，济阳武惠王曹彬六世孙，封和义郡夫人，绍兴十七年封和国夫人，死后被追封为燕国太夫人。2006年墓葬在南京江宁清修村出土。
- 孙：秦堪、秦埙（妻高百之之女）、秦卓（秦坦）
- 侄：秦昌龄
- 曾孙：秦钜，秦埙之子，嘉定十四年（1221年）在蕲州抗金战死，封义烈侯，立褒忠庙祭祀，淳祐十二年（1252年）特封义烈显节侯。其次子秦浚、秦瀈俱从父死。
- 後代：秦大士，清乾隆十七年（1752年）恩科狀元。

## 軼聞
- 刺客事件：紹興二十年，檜趨朝，殿司小校施全刺檜不中，磔於市。時檜疾愈，朝參許肩輿，二孫扶掖，仍免拜。
- 岳州更名：《宋史》载秦檜因憎惡岳州（今湖南岳阳市）和岳飛的姓相同，將其改為純州，直到元末写《宋史》时仍叫純州。
- 《聊齋誌異·卷十二》載馮溥家殺豬發現秦檜轉世之奇事[65]。

## 影视形象
- 1943年舒諲話劇《岳飛》，秦檜特別用粵語台詞講述宋金和議和平的重要，映射汪精衛的著名粵語錄音演講《兩種懷疑心理之解釋》[66]和《怎樣實現和平》[67]，在上海公演第五天被汪精衛國民政府叫停。[68][69]
- 1984年《十二金牌》香港亞洲電視製作30集電視劇（徐二牛飾）
- 1983年《岳飛》台灣中華電視公司製作的30集古裝電視歌仔戲（葉青飾）
- 1986年《盗日英雄传》新加坡製作30集電視劇（邬伟强飾）
- 1986年《济公》上海电视制作中心制作12集电视剧（施正泉饰）
- 1988年《八千里路雲和月》台灣中華電視公司製作的40集古裝電視劇（金超群飾）
- 1989年《決戰皇城》香港無綫電視製作20集電視劇（駱應鈞飾）
- 1994年《岳飛傳》香港亞洲電視製作20集電視劇（李道洪飾）
- 1995年《尋龍劍俠賴布衣》香港無線電視翡翠台電視劇（白彪飾）
- 1997年《孝感動天》香港無線電視翡翠台单元劇（關菁飾）
- 2005年《八大豪侠》中国保利华亿传媒制作（李国华飾）
- 2013年《精忠岳飛》中國電影集團公司製作69集電視劇（罗嘉良飾）
- 2023年《满江红》中国大陆电影（雷佳音饰）

## 参阅
1. ↑  《帝国政界往事》李亚平著/北京出版社/2004年10月出版
2. ↑  端木赐香《你所不知道的岳飞》
3. ↑  綦彦臣 《中国人的历史误读》 中国社会出版社
4. ↑  《岳飞传》邓广铭著/1946年第一次出版

## 外部連結
- 蔡涵墨（Charles Hartman）、李卓穎：〈新近面世之秦檜碑記及其在宋代道學史中的意義〉 （页面存档备份，存于）

| 官衔          | 官衔                                 | 官衔          |
| ------------- | ------------------------------------ | ------------- |
| 前任： 范宗尹 | 南宋尚书右仆射同平章事 1131年—1132年 | 繼任： 朱胜非 |
| 前任： 张浚   | 南宋尚书右仆射同平章事 1138年—1141年 | 繼任： 万俟卨 |
| 前任： 赵鼎   | 南宋尚书左仆射同平章事 1141年—1155年 | 繼任： 沈该   |